# Weather Report
A Weather Report amerikai fúziós jazz (más néven jazz-rock) együttes volt az 1970-es és a korai 1980-as években.
Miles Davis Electric Bandje, John McLaughlin Mahavishnu Orchestrája, Chick Corea Return to Foreverje és Herbie Hancock Headhunterse mellett a Weather Report tekinthető az egyik kiemelkedő korai fúziós jazz zenekarnak. Folyamatosan működő csapatként tizenhat évig tartó karrierjével (1970 és 1986 között) a Weather Report túlélte az összes kortársát a gyakori személyi változások ellenére (vagy talán éppen azért). A zenekar majdnem mindig billentyű, szaxofon, basszus, dob és ütőhangszerekből álló kvintett volt.

## Tagjai
A zenekart kezdetben közösen vezette az osztrák származású billentyűs Joe Zawinul, az amerikai szaxofonos Wayne Shorter és a cseh basszusgitáros Miroslav Vitouš. Az alkotó munkával és a pénzügyekkel kapcsolatos nézeteltérések miatt Vitouš néhány év múlva elhagyta a zenekart. Zawinul egyre inkább átvette az irányítást, és a zenekart a funk és a rhythm and blues hangzás felé kormányozta. Az együttes története különböző állomásainak további jelentős tagjai voltak a basszista Alphonso Johnson, Jaco Pastorius, Victor Bailey, valamint a dobos/ütős Peter Erskine, Alex Acuña, Airto Moreira és Chester Thompson.

## Zenei stílus
Több mint tizenhat éves pályafutása során a Weather Report a dzsessz központú zene különböző területeit fedezte fel (ideértve a „free” és a „latin” változatokat), de ez magában foglalja a műzene, a népzene, az R&B, a funk és a rock különböző elemeit is. Bár zenéjüket gyakran sorolták a fúziós jazz kategóriába, maguk a zenekar tagjai általában elutasították ezt a kifejezést.
A Weather Report szokatlan és újszerű megközelítéssel kezdettől felhagy a hagyományos straight-ahead jazz "szólista / kíséret" elválasztásával és helyette a zenekar minden egyes tagjának felkínálja a folyamatos improvizáció lehetőségét. Ez a helyzet következetesen megmaradt az együttes pályája során. Az 1970-es évek közepétől az egyéni szólók egyre kiemelkedőbb szerepet kaptak, de soha nem fedték el a zene kollektív megközelítését. Kezdetben az együttes zenéjét a szabad, kiterjedt improvizációs módszer jellemezte (hasonlóan Miles Davis Bitches Brew-időszakának munkáihoz), de az 1970-es évek közepén ez inkább a groove-orientált és előre megszerkesztett zene irányába mozdult el (amint azt a „Birdland” című slágerük is jelzi).
Joe Zawinul játékstílusát gyakran uralták a különc dallamos improvizációk (egyszerre bebop-, népzenei- és pop-hangzás) ötvözve egy kevés, de ritmusos big band akkorddal és basszus szólókkal. Eredetileg úttörő elektromos zongorajátékosként szerzett nevet, majd következetesen fejlesztette a szintetizátor szerepét a dzsesszben a Weather Report-nál eltöltött ideje alatt. Olyan cégekkel együttműködve, mint például az ARP Instruments és az Oberheim Electronics, Zawinul az elektronikus hangok összehangolásának és a hangbeállításoknak új módjait fejlesztette ki a zenei textúrák, a zenekari hangzás és a szólózás számára (beleértve a hagyományos zenekari hangszerek emulációját). A Weather Reportban gyakran alkalmazott egy vocoder-t, valamint korábban fölvett hangokat is lejátszott (azaz leszűrt és transzponált) egy szintetizátoron keresztül, ezáltal egy nagyon jellegzetes, gyakran gyönyörű szintézisét hozta létre a dzsessz harmóniáknak és a „zaj”-nak, (amelyet úgy nevezett, hogy „minden hang használata, amit a világ generál”). Egyes Weather Report dallamokban, még így is a Zawinul által szintetizált hangszerelések uralják a hangzást.

## Zenekari felállások
| 1970 vége - 1971 eleje | 1971 eleje | 1971 eleje - 1971 közepe | 1971 közepe - 1972 eleje |
| --- | --- | --- | --- |
| - Wayne Shorter - szopránszaxofon - Joe Zawinul - elektromos és akusztikus zongora - Miroslav Vitouš - akusztikus és elektromos basszus - Alphonse Mouzon - dobok, vokál - Don Alias - ütősök - Barbara Burton - ütősök                                                              | - Wayne Shorter - szopránszaxofon - Joe Zawinul - elektromos és akusztikus zongora - Miroslav Vitouš - akusztikus és elektromos basszus - Alphonse Mouzon - dobok, vokál - Barbara Burton - ütősök - Airto Moreira - ütősök                                                                    | - Wayne Shorter - szopránszaxofon - Joe Zawinul - elektromos és akusztikus zongora - Miroslav Vitouš - akusztikus és elektromos basszus - Alphonse Mouzon - dobok, vokál - Barbara Burton - ütősök                                                            | - Wayne Shorter - szopránszaxofon - Joe Zawinul - elektromos és akusztikus zongora - Miroslav Vitouš - akusztikus és elektromos basszus - Alphonse Mouzon - dobok, vokál - Dom Um Romão - ütősök                                                                            |
| 1972 eleje - 1972 vége | 1972 vége - 1973 eleje | 1973 eleje - 1973 vége | 1973 közepe - 1973 vége |
| - Wayne Shorter - szopránszaxofon - Joe Zawinul - elektromos és akusztikus zongora - Miroslav Vitouš - akusztikus és elektromos basszus - Eric Gravatt - dobok - Dom Um Romão - ütősök                                                                                               | - Wayne Shorter - szopránszaxofon - Joe Zawinul - elektromos és akusztikus zongora - Miroslav Vitouš - akusztikus és elektromos basszus - Andrew White - angol kürt, elektromos basszus - Eric Gravatt - dobok - Herschel Dwellingham - dobok - Dom Um Romão - ütősök - Muruga Booker - ütősök | - Wayne Shorter - szopránszaxofon - Joe Zawinul - elektromos és akusztikus zongora, szintetizátor - Miroslav Vitouš - akusztikus és elektromos basszus - Greg Errico - dobok - Dom Um Romão - ütősök                                                          | - Wayne Shorter - szoprán és tenorszaxofon - Joe Zawinul - elektromos és akusztikus zongora, szintetizátor, orgona, ütősök, gitár - Alphonso Johnson - elektromos basszus, chapman stick - Ishmail Wilburn - dobok - Dom Um Romão - ütősök                                  |
| 1973 közepe - 1974 közepe | 1974 közepe - 1974 vége | 1974 vége - 1975 közepe | 1975 közepe - 1975 vége |
| - Wayne Shorter - szoprán és tenorszaxofon - Joe Zawinul - elektromos és akusztikus zongora, szintetizátor, orgona, ütősök, gitár - Alphonso Johnson - elektromos basszus, chapman stick - Ishmail Wilburn - dobok - Darryl Brown - dobok - Dom Um Romão - ütősök                    | - Wayne Shorter - szoprán és tenorszaxofon - Joe Zawinul - elektromos és akusztikus zongora, szintetizátor, orgona, ütősök, gitár - Alphonso Johnson - elektromos basszus, chapman stick - Chuck Bazemore - dobok - Alyrio Lima - ütősök                                                       | - Wayne Shorter - szoprán és tenorszaxofon - Joe Zawinul - elektromos és akusztikus zongora, szintetizátor, orgona, ütősök, gitár - Alphonso Johnson - elektromos basszus, chapman stick - Leon „Ndugu” Chancler - dobok - Alyrio Lima - ütősök               | - Wayne Shorter - szoprán és tenorszaxofon - Joe Zawinul - elektromos és akusztikus zongora, szintetizátor, orgona, ütősök, gitár - Alphonso Johnson - elektromos basszus, chapman stick - Chester Thompson - dobok - Alyrio Lima - ütősök                                  |
| 1975 vége - 1975 kezdete | 1975 kezdete | 1975 kezdete - 1975 eleje | 1975 eleje - 1978 tavasza |
| - Wayne Shorter - szoprán és tenorszaxofon, lyricon - Joe Zawinul - elektromos és akusztikus zongora, szintetizátor, orgona, ütősök, gitár - Alphonso Johnson - elektromos basszus, chapman stick - Chester Thompson - dobok - Don Alias - ütősök - Alex Acuña - ütősök              | - Wayne Shorter - szoprán és tenorszaxofon, lyricon - Joe Zawinul - elektromos és akusztikus zongora, szintetizátor, orgona, ütősök, gitár - Jaco Pastorius - elektromos basszus - Narada Michael Walden - dobok - Don Alias - ütősök - Alex Acuña - ütősök                                    | - Wayne Shorter - szoprán és tenorszaxofon, lyricon - Joe Zawinul - elektromos és akusztikus zongora, szintetizátor, orgona, ütősök, gitár - Jaco Pastorius - elektromos basszus - Chester Thompson - dobok - Don Alias - ütősök - Alex Acuña - ütősök        | - Wayne Shorter - szoprán és tenorszaxofon, lyricon - Joe Zawinul - elektromos és akusztikus zongora, szintetizátor, orgona, ütősök, gitár - Jaco Pastorius - elektromos basszus, dobok, ütősök - Alex Acuña - dobok, ütősök - Manolo Badrena - ütősök                      |
| 1978 tavasza - 1980 eleje | 1980 eleje - 1982 kezdete | 1982 kezdete - 1984 tavasza | 1984 tavasza - 1986 eleje |
| - Wayne Shorter - szoprán és tenorszaxofon, lyricon, ütősök - Joe Zawinul - elektromos és akusztikus zongora, szintetizátor, orgona, ütősök, gitár - Jaco Pastorius - elektromos basszus, dobok, ütősök - Peter Erskine - drums, ütősök                                              | - Wayne Shorter - szoprán és tenorszaxofon, lyricon, ütősök - Joe Zawinul - elektromos és akusztikus zongora, szintetizátor, orgona, ütősök, gitár - Jaco Pastorius - elektromos basszus, dobok, ütősök - Peter Erskine - drums, ütősök - Robert Thomas, Jr. (percussionist) - ütősök          | - Wayne Shorter - szoprán és tenorszaxofon, lyricon, ütősök - Joe Zawinul - elektromos és akusztikus zongora, szintetizátor, orgona, ütősök, gitár - Victor Bailey - elektromos basszus - Omar Hakim - dobok, ütősök, gitár - José Rossy - ütősök, concertina | - Wayne Shorter - szoprán és tenorszaxofon, lyricon, ütősök - Joe Zawinul - elektromos és akusztikus zongora, szintetizátor, orgona, ütősök, gitár - Victor Bailey - elektromos basszus - Omar Hakim - dobok, ütősök, gitár - Mino Cinélu - ütősök, vokál, akusztikus gitár |
| 1986 eleje - 1986 február | 1986 február - 1986 (mint Weather Update) | 1986 - 1987 (mint Weather Update) | |
| - Wayne Shorter - szoprán és tenorszaxofon, lyricon, ütősök - Joe Zawinul - elektromos és akusztikus zongora, szintetizátor, ütősök - Victor Bailey - elektromos basszus - Omar Hakim - dobok, ütősök, gitár - Peter Erskine - dobok - Mino Cinélu - ütősök, vokál, akusztikus gitár | - Joe Zawinul - elektromos és akusztikus zongora, szintetizátor, ütősök - Victor Bailey - elektromos basszus - Peter Erskine - dobok - Mino Cinélu - ütősök, vokál, akusztikus gitár | - Joe Zawinul - elektromos és akusztikus zongora, szintetizátor, ütősök - Steve Khan - elektromos gitár - Victor Bailey - elektromos basszus - Peter Erskine - dobok - Robert Thomas, Jr. - ütősök                                                            | |

## Diszkográfia

### Stúdióalbumok
| Year | Album                    |
| ---- | ------------------------ |
| 1971 | Weather Report           |
| 1972 | I Sing the Body Electric |
| 1973 | Sweetnighter             |
| 1974 | Mysterious Traveller     |
| 1975 | Tale Spinnin'            |
| 1976 | Black Market             |
| 1977 | Heavy Weather            |
| 1978 | Mr. Gone                 |
| 1980 | Night Passage            |
| 1982 | Weather Report           |
| 1983 | Procession               |
| 1984 | Domino Theory            |
| 1985 | Sportin' Life            |
| 1986 | This Is This!            |

## Fordítás
Ez a szócikk részben vagy egészben  a   Weather Report című angol Wikipédia-szócikk ezen változatának fordításán alapul.  Az eredeti cikk szerkesztőit annak laptörténete sorolja fel. Ez a jelzés csupán a megfogalmazás eredetét és a szerzői jogokat jelzi, nem szolgál a cikkben szereplő információk forrásmegjelöléseként.